# Faorina chinensis
Faorina chinensis is een zee-egel uit de familie Pericosmidae.
De wetenschappelijke naam van de soort werd in 1851 gepubliceerd door John Edward Gray.